# Mięśnie międzykostne stopy
Mięśnie międzykostne (łac. musculi interossei) – w anatomii człowieka siedem krótkich, pierzastych mięśni stopy należących do mięśni wyniosłości pośredniej, leżących w warstwie czwartej (najgłębszej) mięśni podeszwy, pomiędzy kośćmi śródstopia. Dzielą się one na dwie warstwy – podeszwową i grzbietową. 
Trzy mięśnie międzykostne podeszwowe (musculi interossei plantares) zaczynają się na stronie przyśrodkowej odpowiednio III, IV i V kości śródstopia i kończą na stronie przyśrodkowej podstawy paliczka bliższego tego samego palca na którym się zaczęły. Cztery mięśnie międzykostne grzbietowe (musculi interossei dorsales) są dwugłowe. Każda z dwóch głów poszczególnego mięśnia zaczyna się na sąsiedniej, skierowanej w stronę bliźniaczej głowy, powierzchni kości śródstopia, wypełniając w ten sposób przestrzenie między wszystkimi pięcioma kośćmi. Przechodzą w wąskie ścięgna i kończą się na podstawach paliczków bliższych palców II–IV. Wszystkie mięśnie międzykostne czasem przyczepiają się także do rozcięgien grzbietowych palców.
Unaczynione są przez łuk podeszwowy i tętnice podeszwowe śródstopia, a unerwione przez nerw podeszwowy boczny (mięśnie międzykostne grzbietowe I i II także przez nerw strzałkowy głęboki).
Mięśnie te zginają palce II–V w stawach śródstopno-paliczkowych, a także nieznacznie prostują te palce w stawach międzypaliczkowych (jeśli przyczepiają się do rozcięgien grzbietowych). Mięśnie międzykostne podeszwowe przywodzą palce III–V, a grzbietowe odwodzą palce II–IV.